# アクセスジャーナル
アクセスジャーナル（アクセスジャーナル）は、東京都に本社を置く株式会社アクセスジャーナルが配信展開する日本のニュースサイトである。
 

## 概要
「政・官・財等、巨悪の癒着を徹底追及！」を標榜している。

## 歴史
2004年9月、山岡俊介が編集方針の相違などを理由に東京アウトローズ編集長を辞任した 。 2005年4月、山岡俊介は自らの独立系ニュースサイトストレイドッグを新たに立ち上げ、2006年5月、アクセスジャーナルに名称を変更した。
2024年末、メールマガジン「まぐまぐ」が読者を対象に行っている「MAGMAG AWARD 2024」の投票の結果、アクセスジャーナル・メルマガ版が時事解説部門で１位を獲得した。

## 本社
東京都新宿区新宿7-10-8
 

## 特記事項
同ニュースサイトは、度々記事の削除等がなされている。
例えば、学校法人「国際医療福祉大学」（栃木県大田原市）に関する記事は、2020年6月18日、記事削除と共に、学校法人に88万円、高木理事長には55万円（共に17年５月から年５分の利子をプラス。請求額は計５３５７万円だった）払えとの控訴審判決が出、これが確定し、記事の削除がなされた。
また、田邊勝己弁護士（アクロディア（商号変更後ＴＨＥ　ＷＨＹ　ＨＯＷ　ＤＯ　ＣＯＭＰＡＮＹ）筆頭株主兼代表取締役会長、カイロス総合法律事務所代表）に関する記事は、田邊勝己弁護士（アクロディア（商号変更後ＴＨＥ　ＷＨＹ　ＨＯＷ　ＤＯ　ＣＯＭＰＡＮＹ）筆頭株主兼代表取締役会長、カイロス総合法律事務所代表）が指定暴力団住吉会七代目会長福田晴瞭の密接交際者である暴力団関係者を使い、執筆者山岡俊介の意思に反して、田邊勝己弁護士（アクロディア（商号変更後ＴＨＥ　ＷＨＹ　ＨＯＷ　ＤＯ　ＣＯＭＰＡＮＹ）筆頭株主兼代表取締役会長、カイロス総合法律事務所代表）に関わる全ての記事を脅迫して削除がなされた疑義が持たれている。
2020年12月17日、恐喝罪の刑事手続の公判において、検察官側証人として出廷し、総会屋に懇願されて、記事対象者の名前をイニシャルに代え、顔写真を削除してあげたと証言し、身の保全のために山岡俊介がＩＣレコーダーで録音していたデータを裏づける物証として提供している 。2021年2月22日、東京都千代田区の不動産会社の男性社長に「（サイト主宰者山岡俊介は）あなたのネタをまだ複数持っている」などと言い、追加記事の掲載をやめさせる名目で現金１０００万円を脅し取ったとして恐喝罪で起訴されたが、裁判官は無料通信アプリ「ＬＩＮＥ（ライン）」での加害者２人と社長のやりとりなどから、被害者の社長の証言には不自然な点があり、信用性が低いと指摘し、被害者の社長から記事を消してほしいと依頼された男性らが、断り切れず現金を受け取った可能性を否定できないと述べたといい、加害者２人に無罪（いずれも求刑懲役２年）を言い渡した 。2021年3月8日、検察は控訴期間（２週間）に控訴しなかったことから、加害者２人の無罪が確定した。検察は「何としても加害者を実刑にしたい」旨述べ、弁論再開までして、山岡俊介に検察官側証人としての出廷を頼みながら、再度の求刑もしなければ、挙句、控訴もせず、山岡俊介には梨のつぶてであることを明らかにしている。また、「反権力」の志で“強いものイジメ”をしていくことを表明している山岡俊介が検察官側証人に立った理由について、反社会勢力認定の元総会屋を、加害者らが派遣したことは秘して山岡俊介に接触、説得させて、記事対象者の顔写真を削除、名前をイニシャルに替えさせた事実があり、山岡俊介も加害者らと共謀していたとも疑われてしまう迷惑極まりない事件だからこそ、山岡俊介は検察官側証人にも立ち、加害者の代理人弁護士や指定暴力団六代目山口組の密接交際者の暴力団関係者らが元総会屋に虚偽証言させた可能性もあると証言したわけだと述べている。
2021年12月6日、田邊勝己弁護士が筆頭株主兼代表取締役会長を務めるＴＨＥ　ＷＨＹ　ＨＯＷ　ＤＯ　ＣＯＭＰＡＮＹ（商号変更前アクロディア）の事業譲渡対価の算定を行った公認会計士から人格権の侵害だとして記事削除などの仮処分申立をされ、審尋は11月15日、30日の2度だけで終結して決定が出、記事の全面削除がなされた。
2023年2月21日、公認会計士能勢元がアクセスジャーナルと山岡俊介を相手に提起していた名誉棄損の判決が東京地裁であり、東京地裁は公認会計士能勢元の主張を全面的に認め、アクセスジャーナル及び山岡俊介に謝罪文の掲載及び慰謝料の支払いを命じた。その判決内容の東京地裁の判断理由の骨子は、本件記事の内容は、能勢元の社会的評価及び信用を低下させるものであり、何ら裏付けなく推測を記載しているものであり、真実性の立証が出来ておらず、またアクセスジャーナルと山岡俊介らがこれらの内容を真実と信じた相当の根拠もなく、本件記事の削除を命じる仮処分を受けた後にも、新たに記事を投稿しており、行為態様は執拗かつ悪質であるから、損害賠償金を支払うとともに、謝罪文をアクセスジャーナルに掲載せよというものであった。
2024年3月6日、東証グロース上場企業に関する記事を削除の上、謝罪文を掲載した。それは、山岡俊介が騙されて虚偽の記事を書いたことが判明したからで、情報提供者の金主の元暴力団幹部が詐欺容疑で逮捕され資金を用意できなくなったことが理由であった。
2025年2月19日、東証スタンダード上場企業に関する記事につき、記事すべてがデタラメであることはないが、裏取りが不十分だったことを認め、記事を1本丸ごと削除、2本の記載する部分を削除、YouTube1本を削除した。